# Saudade

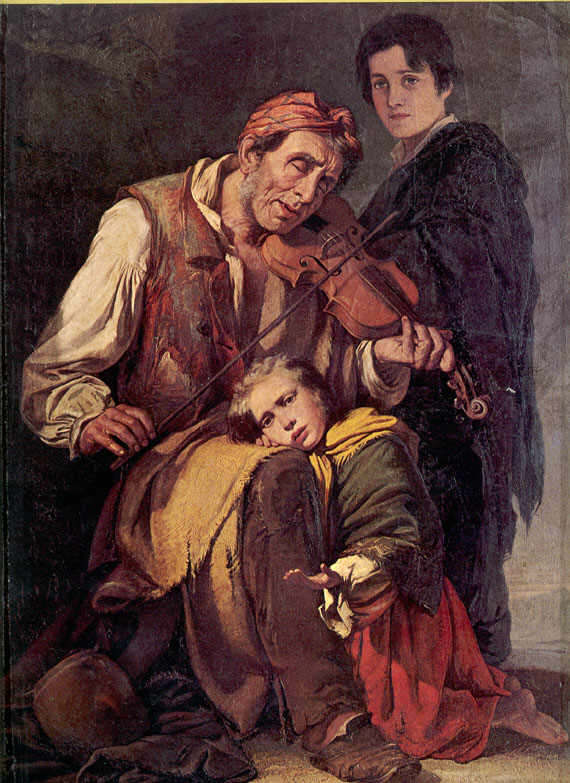
José Rodrigues – O Cego Rabequista (Ślepy Skrzypek). Obraz z 1855 roku.

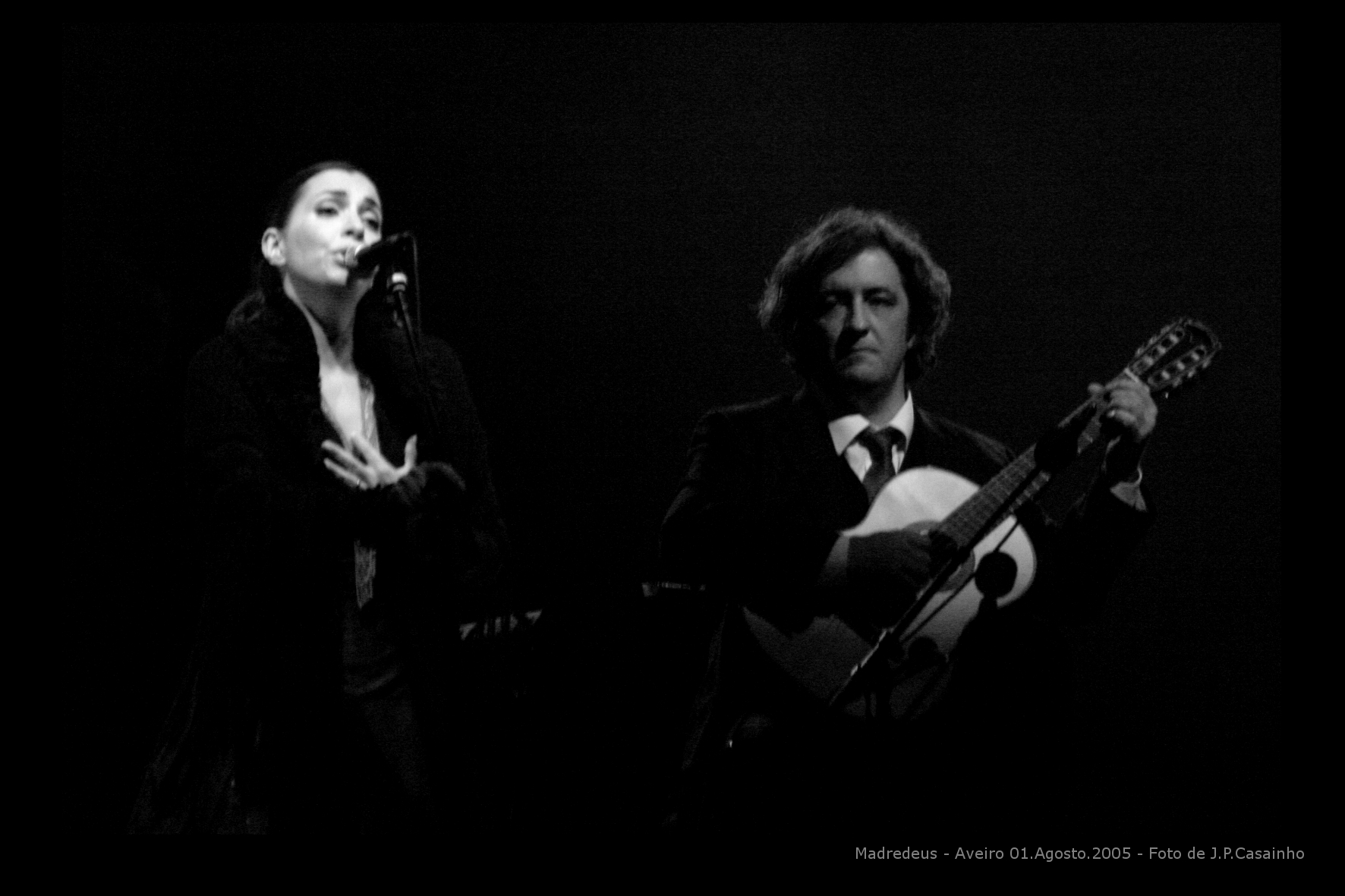
Koncert grupy Madredeus w Aveiro.

Saudade (wym. [sɐw'ðaðɨ], od łac. solitas, Acc. sg. solitatem – samotność) – portugalski i galicyjski pozytywny autostereotyp postrzegany jako wartość narodowa; rodzaj nostalgii i melancholii związanej z silną waloryzacją przeszłości, kontemplacją przemijania i piękna rozkładu, odbieranej z subtelną dumą i radością, w sposób pozytywny. Saudade nie jest chwilowym stanem ducha, lecz jest stale obecne w charakterze osoby, której dotyczy. Kojarzone z dekadencją, choć sami Portugalczycy podkreślają, że termin ten jest nieprzetłumaczalny na inne języki. Ciągła obecność saudade w społeczeństwie stanowi główny wyróżnik portugalskiej tożsamości narodowej.
Określenie użyte po raz pierwszy przez Duarte I, króla z lat 1433–1438. Bernardim Ribeiro, pisarz renesansowy, żyjący w latach 1482–1552, przedstawia istotę tego nieokreślonego, wewnętrznego poszukiwania w opowiadaniu o pewnym szlachcicu, który pewnego dnia wyruszył konno w podróż wzdłuż wybrzeża morskiego. Na samotnej plaży znalazł opuszczoną łódź. Wówczas, wbrew całemu swojemu dotychczasowemu życiu wsiadł do niej, i popłynął ku nieznanemu, otwartemu morzu.
Pojawienie się saudade w kulturze tłumaczy się zwyczajowo historią kraju – utraconą chwałą imperium kolonialnego, pionierską rolą portugalskich żeglarzy w eksploracji świata przez Europejczyków, oraz naturalnymi konsekwencjami XVI-wiecznej potęgi polityczno-gospodarczej Portugalii, nieproporcjonalnej do jej potencjału powierzchniowego i ludzkiego: mitem sebastianizmu o silnym zabarwieniu mesjanistycznym, pokutującym do końca XIX wieku, czy utopią Luzytanii, do której odwołuje się w portugalskim eposie narodowym Luís de Camões. Powszechnie panujące przekonanie, że przeszłość w ostatecznym rozrachunku okaże się lepsza od przyszłości podważać zaczęło dopiero wstąpienie kraju do Europejskiej Wspólnoty Gospodarczej w 1986 roku i wynikający z tego rozwój gospodarczy. Do dziś popularny jest jednak w Brazylii humor bazujący na stereotypie smętnego i wiecznie zadumanego Portugalczyka, a jedno z popularnych hiszpańskich powiedzeń to Menos mal, que nos queda Portugal (Jeszcze nie jest tak źle, bo zawsze jest przecież Portugalia).
Saudade stało się podstawowym środkiem wyrazu powstałej w lizbońskiej dzielnicy Alfama muzyki fado (port. los, przeznaczenie), opartej na poważnym i tęsknym, choć emocjonalnie wylewnym, silnie ekspresyjnym śpiewie wokalistki, ubranej zazwyczaj na czarno. Saudade cechuje twórczość każdego artysty uznanego w Portugalii za wieszcza – od Amálii Rodrigues, uważanej za niedościgły wzorzec śpiewaczki fado, po modernistyczną twórczość pisarską Fernando Pessoi. Saudade, wraz z mitami o Luzytanii stało się głównym przesłaniem nurtu w poezji i literaturze nazywanego Odrodzeniem Portugalskim.
Termin znalazł również zastosowanie w innych kulturach. I tak w Brazylii występuje także pod nazwą banzo, w hiszpańskiej prowincji Galicja, silnie powiązanej kulturowo z północną Portugalią, nazywany jest soidade lub morriña / morrinha, zaś w Finlandii – kaiho.

## Przykłady saudade w poezji
| (...) Se até dá gosto cantar, Se toda a terra sorri, Quem te não há-de amar, Menino a ti? (...) Por penhascos pretos, Por rios sem ponte, Caminhais em mim. Saudade é arrumar o quarto do filho que já morreu. |  | Jeżeli to rozkosz, śpiewać, Jeżeli cała ziemia uśmiecha się, To któż by cię nie pokochał, Mały chłopcze? (José Afonso, Menino do Bairro Negro) Przez czarne klify, Przez rzeki bez mostu, Wędrujesz we mnie. (Fernando Pessoa, Cavaleiro Monge) Saudade to sprzątanie w pokoju zmarłego syna. (Chico Buarque, Pedaço de mim) |